# Australian Poker Open 2020

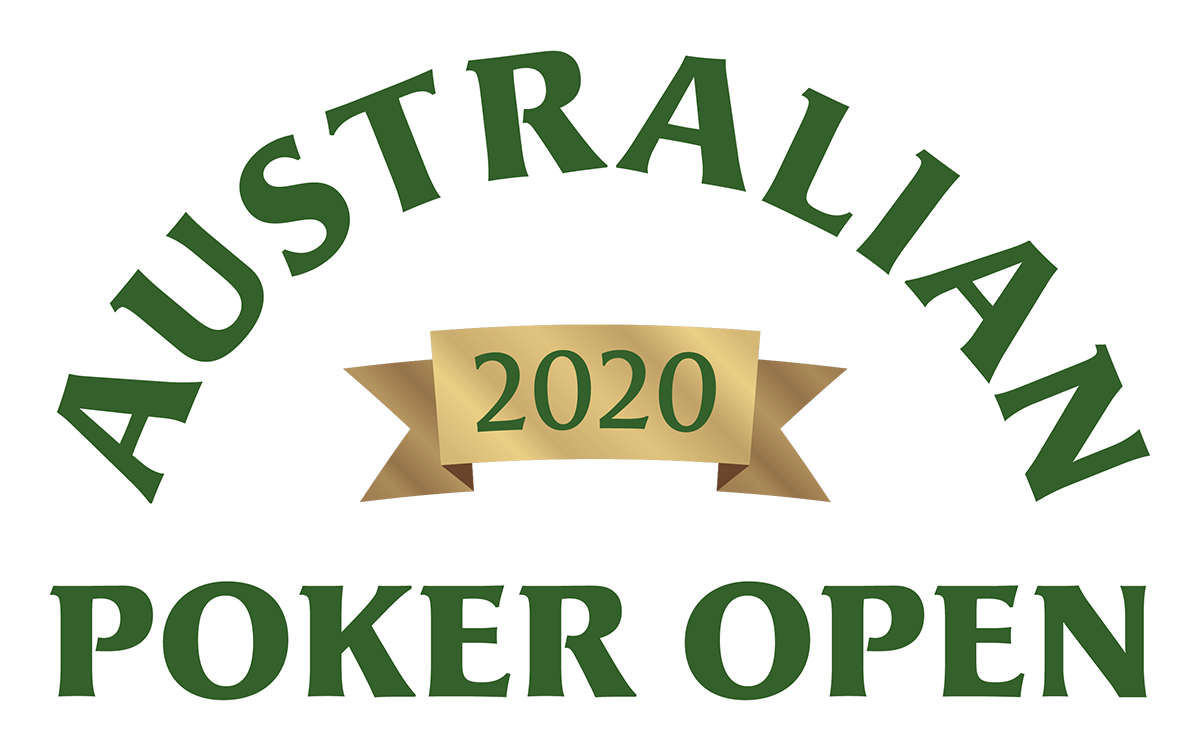
Logo der Australian Poker Open 2020

Die Australian Poker Open 2020 waren die erste Austragung dieser Pokerturnierserie und wurden von Poker Central veranstaltet. Die sieben High-Roller-Turniere mit Buy-ins zwischen 10.000 und 100.000 Australischen Dollar wurden vom 25. Januar bis 1. Februar 2020 im Star Gold Coast im australischen Gold Coast ausgespielt.

## Struktur
Von den sieben Turnieren wurden fünf in der Variante No Limit Hold’em ausgetragen. Zudem gab es zwei Events in Pot Limit Omaha. Aufgrund des hohen Buy-ins waren bei den Turnieren lediglich die weltbesten Pokerspieler sowie reiche Geschäftsmänner anzutreffen. Die Turniere waren auf zwei Tage ausgelegt. Stephen Chidwick sammelte über alle Turniere hinweg die meisten Punkte und gewann daher die Australian Poker Championship. Im Anschluss an die Australian Poker Open wurde in Sydney der Super High Roller Bowl Australia mit einem Buy-in von 250.000 Australischen Dollar ausgespielt.

## Turniere

### Übersicht
| # | Turnierbeginn | Buy-in (in A$) | Variante         | Teilnehmer | Sieger           | Herkunft               | Preisgeld (in A$) |
| - | ------------- | -------------- | ---------------- | ---------- | ---------------- | ---------------------- | ----------------- |
| 1 | 25. Jan. 2020 | 010.000        | No Limit Hold’em | 59         | Mike Watson      | Kanada                 | 0.177.000         |
| 2 | 26. Jan. 2020 | 010.000        | Pot Limit Omaha  | 43         | András Németh    | Ungarn                 | 0.146.200         |
| 3 | 27. Jan. 2020 | 025.000        | No Limit Hold’em | 49         | Timothy Adams    | Kanada                 | 0.416.500         |
| 4 | 28. Jan. 2020 | 025.000        | Pot Limit Omaha  | 29         | Farid Jattin     | Kolumbien              | 0.290.000         |
| 5 | 29. Jan. 2020 | 025.000        | No Limit Hold’em | 47         | Stephen Chidwick | Vereinigtes Konigreich | 0.399.500         |
| 6 | 30. Jan. 2020 | 050.000        | No Limit Hold’em | 35         | Lucas Greenwood  | Kanada                 | 0.700.000         |
| 7 | 31. Jan. 2020 | 100.000        | No Limit Hold’em | 28         | Michael Addamo   | Australien             | 1.288.000         |

### #1 – No Limit Hold’em

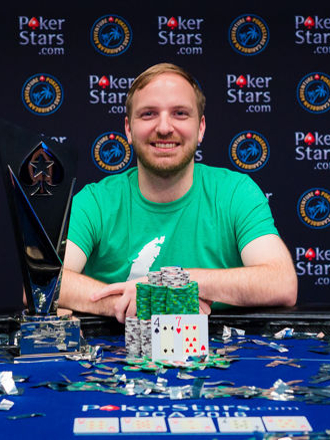
Mike Watson (2016)

Das erste Event wurde am 25. und 26. Januar 2020 gespielt. 59 Teilnehmer zahlten den Buy-in von 10.000 Australischen Dollar.
| Platz | Herkunft           | Spieler           | Preisgeld (in A$) | Punkte |
| ----- | ------------------ | ----------------- | ----------------- | ------ |
| 1     | Kanada             | Mike Watson       | 177.000           | 300    |
| 2     | Australien         | Michael O’Grady   | 118.000           | 210    |
| 3     | Australien         | Benjamin Shannon  | 082.600           | 150    |
| 4     | Turkei             | Örpen Kısacıkoğlu | 059.000           | 120    |
| 5     | Vereinigte Staaten | Jamie Lee         | 047.200           | 090    |
| 6     | Ungarn             | András Németh     | 035.400           | 060    |
| 7     | Vereinigte Staaten | Elio Fox          | 029.500           | 060    |
| 8     | Vereinigte Staaten | Ben Lamb          | 023.600           | 060    |
| 9     | Kanada             | Lucas Greenwood   | 017.700           | 060    |

### #2 – Pot Limit Omaha
Das zweite Event wurde am 26. und 27. Januar 2020 in Pot Limit Omaha gespielt. 43 Teilnehmer zahlten den Buy-in von 10.000 Australischen Dollar.
| Platz | Herkunft           | Spieler           | Preisgeld (in A$) | Punkte |
| ----- | ------------------ | ----------------- | ----------------- | ------ |
| 1     | Ungarn             | András Németh     | 146.200           | 300    |
| 2     | Australien         | Najeem Ajez       | 093.600           | 210    |
| 3     | Kanada             | Mike Watson       | 064.500           | 150    |
| 4     | Finnland           | Joni Jouhkimainen | 043.000           | 120    |
| 5     | Vereinigte Staaten | Sean Winter       | 034.400           | 090    |
| 6     | Vereinigte Staaten | Erik Seidel       | 025.800           | 060    |
| 7     | Vereinigte Staaten | David Rheem       | 021.500           | 060    |

### #3 – No Limit Hold’em

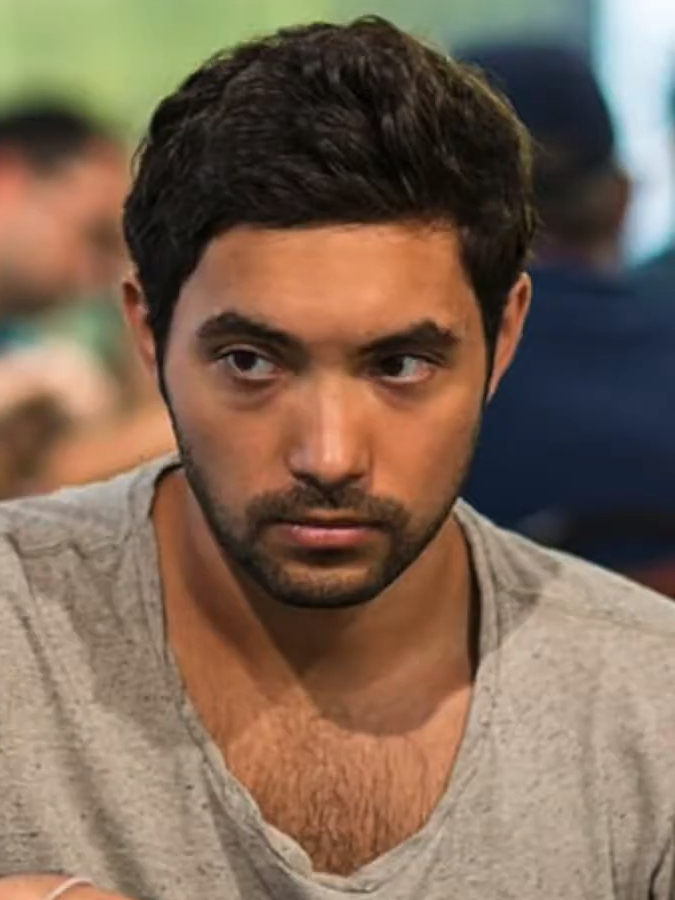
Timothy Adams (2013)

Das dritte Event wurde am 27. und 28. Januar 2020 gespielt. 49 Teilnehmer zahlten den Buy-in von 25.000 Australischen Dollar.
| Platz | Herkunft               | Spieler           | Preisgeld (in A$) | Punkte |
| ----- | ---------------------- | ----------------- | ----------------- | ------ |
| 1     | Kanada                 | Timothy Adams     | 416.500           | 300    |
| 2     | Vereinigtes Konigreich | Stephen Chidwick  | 269.500           | 210    |
| 3     | Australien             | Andy Lee          | 183.750           | 150    |
| 4     | Vereinigte Staaten     | Steve O’Dwyer     | 122.500           | 120    |
| 5     | Turkei                 | Örpen Kısacıkoğlu | 098.000           | 090    |
| 6     | Vereinigte Staaten     | Aaron Van Blarcum | 073.500           | 060    |
| 7     | Vereinigte Staaten     | David Rheem       | 061.250           | 060    |

### #4 – Pot Limit Omaha
Das vierte Event wurde am 28. und 29. Januar 2020 in Pot Limit Omaha gespielt. 29 Teilnehmer zahlten den Buy-in von 25.000 Australischen Dollar.
| Platz | Herkunft           | Spieler           | Preisgeld (in A$) | Punkte |
| ----- | ------------------ | ----------------- | ----------------- | ------ |
| 1     | Kolumbien          | Farid Jattin      | 290.000           | 300    |
| 2     | Finnland           | Joni Jouhkimainen | 188.500           | 210    |
| 3     | Vereinigte Staaten | George Wolff      | 116.000           | 150    |
| 4     | Ungarn             | András Németh     | 072.500           | 120    |
| 5     | Vereinigte Staaten | Alex Foxen        | 058.000           | 090    |

### #5 – No Limit Hold’em

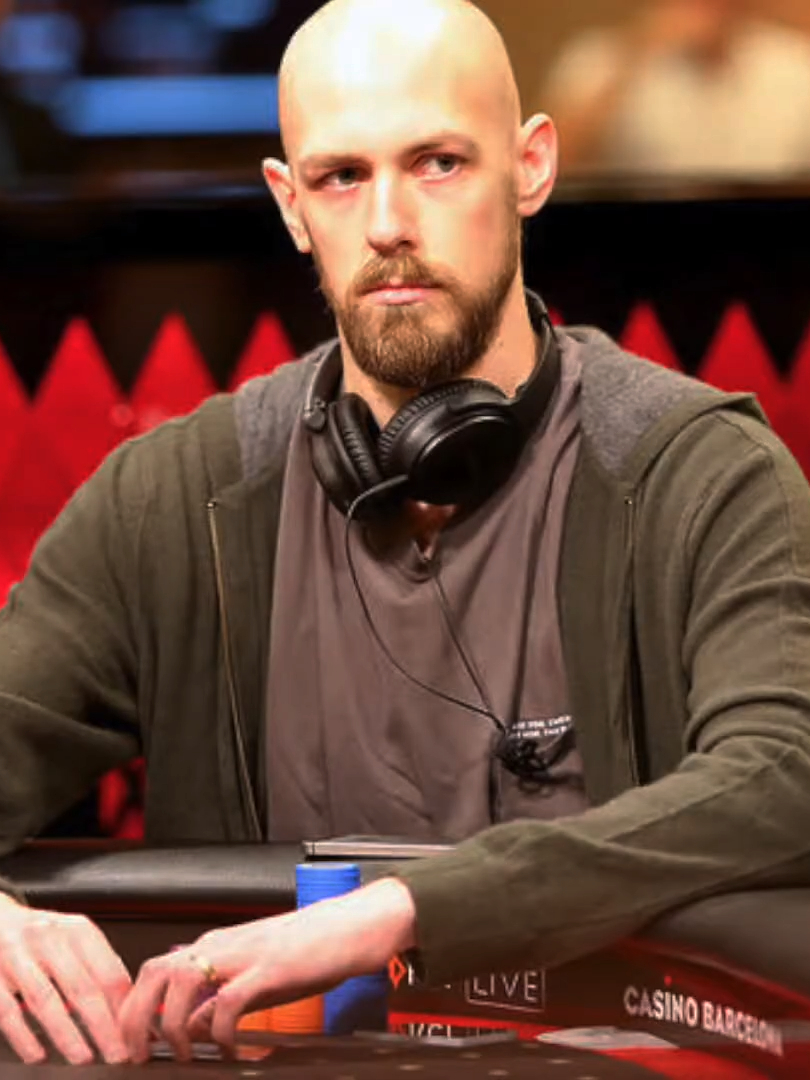
Stephen Chidwick (2018)

Das fünfte Event wurde am 29. und 30. Januar 2020 gespielt. 47 Teilnehmer zahlten den Buy-in von 25.000 Australischen Dollar.
| Platz | Herkunft               | Spieler           | Preisgeld (in A$) | Punkte |
| ----- | ---------------------- | ----------------- | ----------------- | ------ |
| 1     | Vereinigtes Konigreich | Stephen Chidwick  | 399.500           | 300    |
| 2     | Vereinigte Staaten     | Erik Seidel       | 258.500           | 210    |
| 3     | Vereinigte Staaten     | Seth Davies       | 176.250           | 150    |
| 4     | Australien             | Michael Addamo    | 117.500           | 120    |
| 5     | Niederlande            | Jorryt van Hoof   | 094.000           | 090    |
| 6     | Kolumbien              | Farid Jattin      | 070.500           | 060    |
| 7     | Osterreich             | Matthias Eibinger | 058.750           | 060    |

### #6 – No Limit Hold’em
Das sechste Event wurde am 30. und 31. Januar 2020 gespielt. 35 Teilnehmer zahlten den Buy-in von 50.000 Australischen Dollar.
| Platz | Herkunft           | Spieler             | Preisgeld (in A$) | Punkte |
| ----- | ------------------ | ------------------- | ----------------- | ------ |
| 1     | Kanada             | Lucas Greenwood     | 700.000           | 300    |
| 2     | Belarus            | Mikita Badsjakouski | 455.000           | 210    |
| 3     | Ungarn             | András Németh       | 280.000           | 150    |
| 4     | Vereinigte Staaten | David Rheem         | 175.000           | 120    |
| 5     | Australien         | Michael Addamo      | 140.000           | 090    |

### #7 – No Limit Hold’em

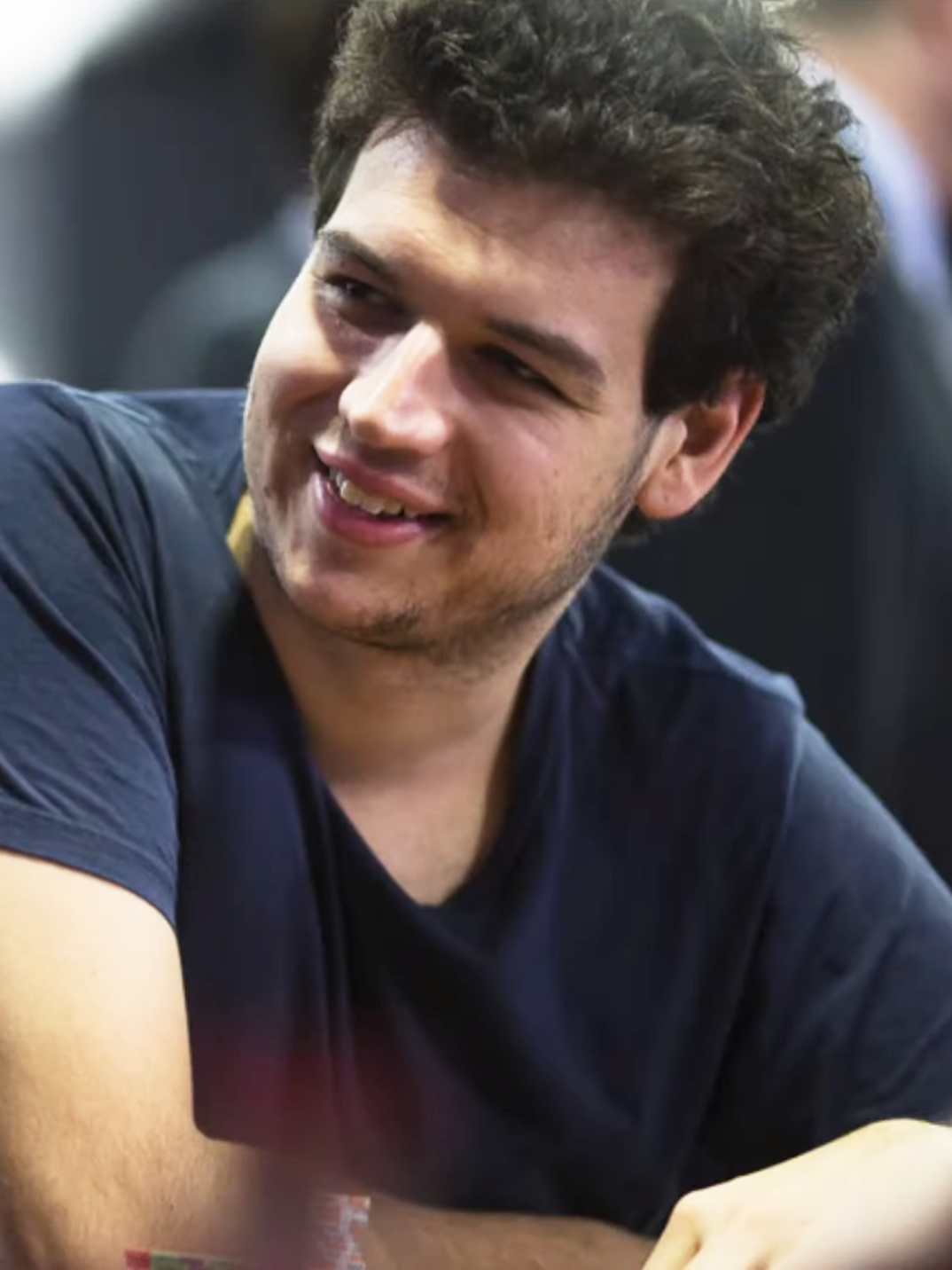
Michael Addamo (2017)

Das Main Event wurde am 31. Januar und 1. Februar 2020 gespielt. 28 Teilnehmer zahlten den Buy-in von 100.000 Australischen Dollar.
| Platz | Herkunft               | Spieler           | Preisgeld (in A$) | Punkte |
| ----- | ---------------------- | ----------------- | ----------------- | ------ |
| 1     | Australien             | Michael Addamo    | 1.288.000         | 350    |
| 2     | Vereinigte Staaten     | Aaron Van Blarcum | 0.784.000         | 245    |
| 3     | Vereinigte Staaten     | Alex Foxen        | 0.448.000         | 175    |
| 4     | Vereinigtes Konigreich | Stephen Chidwick  | 0.280.000         | 140    |

## Australian Poker Championship

### Punktesystem
Die Spieler sammelten bei jeder Geldplatzierungen nach dem folgenden Schema Punkte:
| Platz | Turniere 1–6 | Main Event |
| ----- | ------------ | ---------- |
| 1     | 300          | 350        |
| 2     | 210          | 245        |
| 3     | 150          | 175        |
| 4     | 120          | 140        |
| 5     | 090          | 105        |
| +6+   | 060          | 070        |

### Endstand

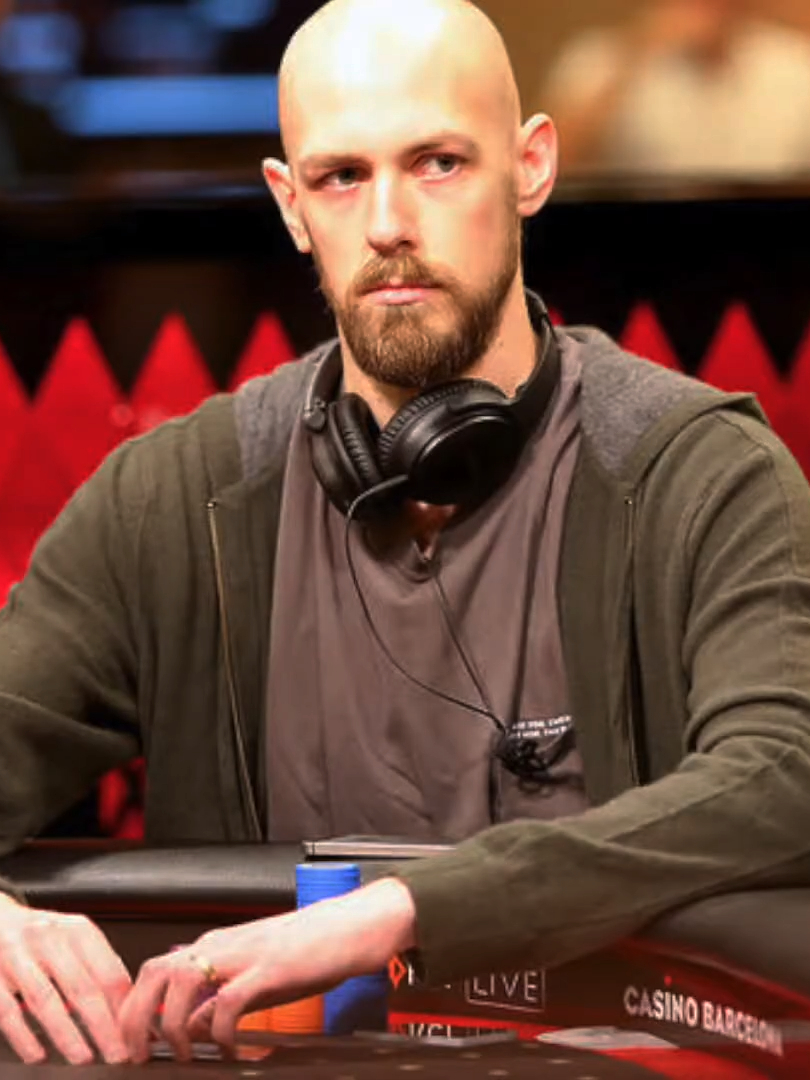
Stephen Chidwick (2018)

Bei Punktgleichheit war das gewonnene Preisgeld maßgeblich. Sieger Stephen Chidwick platzierte sich dreimal in den Geldrängen und gewann das fünfte Event.
| Platz | Herkunft               | Spieler           | Punkte | Preisgeld (in A$) | Cashes | Siege |
| ----- | ---------------------- | ----------------- | ------ | ----------------- | ------ | ----- |
| 1     | Vereinigtes Konigreich | Stephen Chidwick  | 650    | 0.949.000         | 3      | 1     |
| 2     | Ungarn                 | András Németh     | 630    | 0.534.100         | 4      | 1     |
| 3     | Australien             | Michael Addamo    | 560    | 1.545.500         | 3      | 1     |
| 4     | Kanada                 | Mike Watson       | 450    | 0.241.500         | 2      | 1     |
| 5     | Kanada                 | Lucas Greenwood   | 360    | 0.717.700         | 2      | 1     |
| 6     | Kolumbien              | Farid Jattin      | 360    | 0.360.500         | 2      | 1     |
| 7     | Finnland               | Joni Jouhkimainen | 330    | 0.231.500         | 2      | 0     |
| 8     | Vereinigte Staaten     | Aaron Van Blarcum | 305    | 0.857.500         | 2      | 0     |
| 9     | Kanada                 | Timothy Adams     | 300    | 0.416.500         | 1      | 1     |
| 10    | Vereinigte Staaten     | Erik Seidel       | 270    | 0.284.300         | 2      | 0     |